# Kamen Rider ZO
Kamen Rider ZO (仮面ライダーZO, Kamen Raidā Zetto Ō) é um filme de tokusatsu pertencente à franquia Kamen Rider. Produzido pela Toei Company em 1993, marcou o início da parceria da empresa com a Bandai, fabricante japonesa de brinquedos e jogos eletrônicos. Aparentemente, foi um dos primeiros tokusatsu a utilizar recursos de computação gráfica na animação de algumas cenas, ainda que timidamente.

## História
Nos confins de uma floresta selvagem, Masaru Aso desperta ao som da música de um relógio de bolso, repetindo para si mesmo o que seria uma mensagem telepática, com um estranho apelo para que protegesse "Hiroshi".
Masaru corre desesperado para a casa do professor Mochizuki, com quem já havia trabalhado junto, ajudando-o em alguns experimentos científicos, mas só encontra o senhor Sekichi, pai do professor e também inventor atrapalhado, responsável pelos (raros) trechos cômicos do filme. De um outro lado, o garoto Hiroshi Mochizuki, filho do professor, está voltando para casa na companhia de seus colegas de escola. Mal se separa deles quando se vê perseguido por um estranho artefato voador, de formato circular, parecendo ser de latão. Assim que Hiroshi corre assustado, o artefato se abre e se contorce até tomar uma outra forma. Tal objeto é agora o monstro Doras, que causa muita destruição na cidade até capturar seu alvo preferencial: o próprio menino.
Com Hiroshi nas mãos, o monstro só é parado com a primeira aparição do Kamen Rider ZO, com quem trava batalha. ZO aparentemente derrota Doras com a ajuda de sua moto, enquanto o menino foge. Mais tarde o herói, já como Masaru Aso novamente, usa sua capacidade sobre-humana de audição para escutar, a metros de distância e entre as paredes, o relato do menino ao seu avô.
À sua maneira, Hiroshi conta ter sido atacado por um monstro e visto mais outro, com aparência de gafanhoto, aparecer logo depois com sua moto. Hiroshi ainda se irrita com o avô, que não acredita nele, e no meio da discussão Masaru se admira ao escutar que o pai do menino (o mesmo cientista com quem trabalhou junto) estava há tempos desaparecido. Masaru aparece na frente de ambos, numa tentativa de falar com Hiroshi, mas o menino, ainda assustado e estranhando Masaru, corre para a irmã. Nesse momento o avô, Sekichi, sente já ter visto o rosto de Masaru em algum lugar, e encontra uma foto do moço num caderno em meio às coisas do filho. Lá estavam anotações de um de seus experimentos científicos, e a confirmação de que Masaru foi cobaia do professor ao ser cibernizado com um simples gafanhoto. O professor buscava com isso criar uma forma de vida perfeita, mais forte, resistente e sem emoções.
Tal procura deu origem também ao vilão da história, conhecido como Neo-Organismo. Quando esse tipo de forma de vida deixou de ser apenas uma experiência e saiu do controle do professor Mochizuki, passou a se transformar no monstro Doras, aprizionou Mochizuki e passou a perseguir e ameaçar seu filho, para com isso forçar o professor a continuar a sua evolução. O professor se negava por temer que o Neo-Organismo, com seu complexo de deus, viesse a exterminar o resto da humanidade, mais frágil, emotiva e imperfeita.
Quando não estava na forma de Doras, o Neo-Organismo assumia um formato até um pouco semelhante ao próprio Hiroshi, sendo cabeça e braços de menino mergulhados numa espécie de piscina, envoltos por um líquido verde e pegajoso - seu fluido de vida e fonte ne energia. Em alguns momentos até mesmo chamou o professor de pai e Hiroshi de irmão.
Pela primeira vez na história da franquia Kamen Rider o vilão não era um invasor espacial ou organização secreta do mal. O Neo-Organismo inovou por ser apenas um experimento científico que não deu certo, e será ao longo de todo o filme o único inimigo para ZO.

## Personagens
- Masaru Aso/ Kamen Rider ZO: Motociclista que auxiliou o Professor Hiroshi Mochizuki em seus experimentos científicos e que após ser cibernizado em fusão com um gafanhoto se tornou Kamen Rider ZO.

- Professor Mochizuki: Cientista que buscava criar uma forma de vida superior.

- Hiroshi Mochizuki: Garoto que é filho do professor e principal vítima do Neo-Organismo durante o filme.

- Sekichi Mochizuki: Pai do professor e avô de Hiroshi, Sekichi é um inventor atrapalhado responsável pelos trechos de humor no filme. Cuida do menino desde o desaparecimento do pai.

- Neo-Organismo: Experimento científico realizado pelo professor Hiroshi Mochizuki na busca com uma forma de vida superior às já existentes. A experiência saiu de seu controle e deu origem a um fluido de vida que por hora encontrava-se mergulhado numa espécie de piscina, e em outros momentos tinha o poder de assumir formas de combate, como o monstro Doras.

- Monstro Doras: Forma primordial de combate do Neo-Organismo, portador de força e velocidades descomunais. Pode ainda gerar descendentes através de reprodução assexuada quando se vê fora de condições para combate.

- Monstro Kuro Man: Primeira reprodução de Doras, tem a forma de um morcego.

- Monstro Kuro Woman: Segunda reprodução de Doras, tem a forma de uma aranha.

## Elenco[7]
- Masaru Aso (麻生 勝, Asō Masaru): Kou Domon (土門 廣, Domon Kō)
- Hiroshi Mochizuki (望月 宏, Mochizuki Hiroshi): Shohei Shibata (柴田 翔平, Shibata Shōhei)
- Doctor Mochizuki (望月博士, Mochizuki-Hakase): Isao Sasaki (佐々木 功, Sasaki Isao)
- Seikichi Mochizuki (望月 清吉, Mochizuki Seikichi): Hiroshi Inuzuka (犬塚 弘, Inuzuka Hiroshi)
- Reiko (玲子, Reiko): Naomi Morinaga (森永 奈緒美, Morinaga Naomi)
- Kuroda (黒田, Kuroda): Kenji Ohba (大葉 健二, Ōba Kenji)
- Nishimura (西村, Nishimura): Masaru Yamashita (山下 優, Yamashita Masaru)
- Miyazaki (宮崎, Miyazaki): Iori Sakakibara (榊原 伊織, Sakakibara Iori)
- Neo Organism/Doras (ネオ生命体／ドラス, Neo Seimeitai/Dorasu, Voice): Shingo Yuzawa (湯沢 真伍, Yuzawa Shingo)

## Mídia relacionada

### Videogame
Um jogo baseado no filme foi lançado para Sega CD, em 1994. No formato de filme interativo, o jogador acompanha cenas do filme e participa da ação, seguindo os comandos e instruções fornecidos pelo jogo.

## Outras aparições
Kamen Rider ZO, junto com Kamen Rider J, são os protagonistas do curta-metragem Kamen Rider World, de 1994. Neste filme de 9 minutos, J e ZO devem unir suas forças contra a ameaça do "Imperador Secular" Shadow Moon. Durante a introdução, é possível ver cenas do especial Stay In The World, onde Kamen Rider Black e Kamen Rider Black RX (junto com suas duas formas alternativas Robo Rider e Biorider) se reunem para deter um plano do Império Crisis.

## Sabanização
Kamen Rider ZO (bem como Kamen Rider J) teve algumas de suas cenas utilizadas em Masked Rider, a série baseada em Kamen Rider Black RX produzida pela Saban.